# Milan Dvořák
Milan Dvořák (Prága, 1934. november 19. – 2022. július 21.) csehszlovák válogatott labdarúgó.
A csehszlovák válogatott tagjaként részt vett az 1958-as világbajnokságon.

## Sikerei, díjai
Dukla Praha
- Csehszlovák bajnok (7): 1956, 1957–58, 1960–61, 1961–62, 1962–63, 1963–64, 1965–66
- Csehszlovák kupa (4): 1961, 1965, 1966, 1969

Egyéni
- A csehszlovák bajnokság gólkirálya (1): 1956 (15 gól)